# Église Saint-Amand d'Escautpont
L'église Saint-Amand est une église catholique de la ville d'Escautpont dans département du Nord. Elle dépend de la paroisse Saint-Jacques-du-Val-d'Escaut du diocèse de Cambrai.

## Histoire et description
L'expansion du village qui devient une véritable petite ville à cause de l'essor industriel nécessite la construction d'une église plus vaste. La première pierre est posée le 28 août 1873 par le maire de l'époque, Auguste Wagret. Elle est terminée en 1875 et consacrée le 22 juin 1876. La messe dominicale est célébrée une fois par mois le samedi soir.
L'église présente un haut clocher de 38 mètres avec une flèche élancée couverte d'ardoises.